# Daimon
 For alternative betydninger, se Daimon (Det Gyldne Kompas).
En daimon (gr. δαίμων daímōn, lat. daemon) er et guddomslignende væsen, som regel et godt væsen. Daimon er fejlagtigt blevet oversat til "dæmon" i Platon's skrifter og Sokrates' forsvarstale. Det er vigtigt at lægge mærke til, at en dæmon i dette værk ikke er en dæmon i den kristne forstand (hvor ordet betyder "ond ånd"), men en daimon.
Begrebet daimon bruges særskilt i Platons skrifter som en forklaring på Sokrates' handle- og tænkemåde jf. indledningen til Platons Symposion, hvor Sokrates er indbudt til gilde og pludselig standser for at tænke. Der vil ske store ting. Det varskos vi straks om. Sokrates standser på vejen; øjensynlig har hans daimon noget at sige ham. Der sendes bud efter ham. Men Sokrates står ganske stille foran et nabohus." Citat fra Platons Symposion.
Senere i værket ser man begrebet Eros som en daimon, et bindeled mellem de to verdener i Platons dualistiske verdenssyn. Hvis man i fænomenernes verden føler en længsel mod noget skønnere, viisere og bedre, bruger man Eros som bindeled til at komme til ideernes verden. Man bliver hjulpet på vejen af Sokrates og hans maieutiske metode.